# Árabe andalusí
El árabe andalusí o árabe hispánico fue el dialecto árabe hablado de forma común en Al-Ándalus entre los siglos VIII y XV. Basado en el dialecto árabe magrebí de los conquistadores norteafricanos, el árabe hispano convivía con el mozárabe, la lengua romance hablada por la población hispanorromana local. Su estudio tiene gran importancia ya que la mayoría de los arabismos que pasaron al idioma español (y a otros idiomas peninsulares) derivan de esta forma de árabe popular y no del árabe clásico.
Es único entre los dialectos al retener del árabe estándar la voz pasiva interna a través de la vocalización. A través del contacto con el romance, el árabe andalusí hablado adoptó los fonemas /p/ y /tʃ/ y reemplazó la longitud de las vocales por el acento. Al igual que otras variedades árabes magrebíes, la primera persona imperfecta estaba marcada con el prefijo n- (نلعب nalʻab 'yo juego') como el plural en árabe estándar, lo que necesitaba una primera persona plural imperfecta analógica, construida con el sufijo -ū (نلعبوا nalʻabū 'jugamos').
Al contrario que el judeoespañol, actualmente es una lengua muerta ya que tras la expulsión de los moriscos en el siglo XVII, estos se integraron con las poblaciones del norte de África perdiendo con el tiempo su lengua distintiva, que siguió a la reconquista cristiana, pero aún se usa en la música andalusí de África del Norte y ha ejercido una influencia considerable en los dialectos de ciudades como Tetuán, Fez, Rabat, Tánger, Nedroma, Tremecén, Mostaganem, Cherchell y Argel. En el Reino de Valencia fue la lengua predominante de las regiones interiores hasta la expulsión de sus habitantes en 1609.
También tuvo cierta influencia sobre el romance andalusí, el castellano (español), el valenciano, el gallego-portugués y los dialectos árabe marroquí y árabe argelino (principalmente el de la ciudad de Orán). Gran número de los préstamos léxicos del español en el árabe marroquí pasaron a través del árabe andalusí.

## Clasificación lingüística
El árabe andalusí pertenece a la familia de antiguos dialectos neoárabes occidentales, por lo que no admite distinciones entre dialectos beduinos, urbanos o rurales, ni tampoco entre las comunidades musulmana, cristiana o judía. No obstante, las variedades habladas podrían subdividirse en un idiolecto urbano y educado y un registro de las masas menos privilegiadas. Lingüísticamente, el árabe andalusí se suele considerar cercano o integrante del árabe magrebí.

## Historia y extensión

### Orígenes
La conquista musulmana de Hispania en 711, aproximadamente un siglo después de la muerte de Mahoma, involucró a unos pocos miles de miembros de tribus árabes y un número mucho mayor de amazigh parcialmente arabizados, muchos de los cuales hablaban poco o nada de árabe. Según Consuelo López-Morillas, "esta población sembró las semillas de lo que se convertiría en el árabe andalusí indígena".

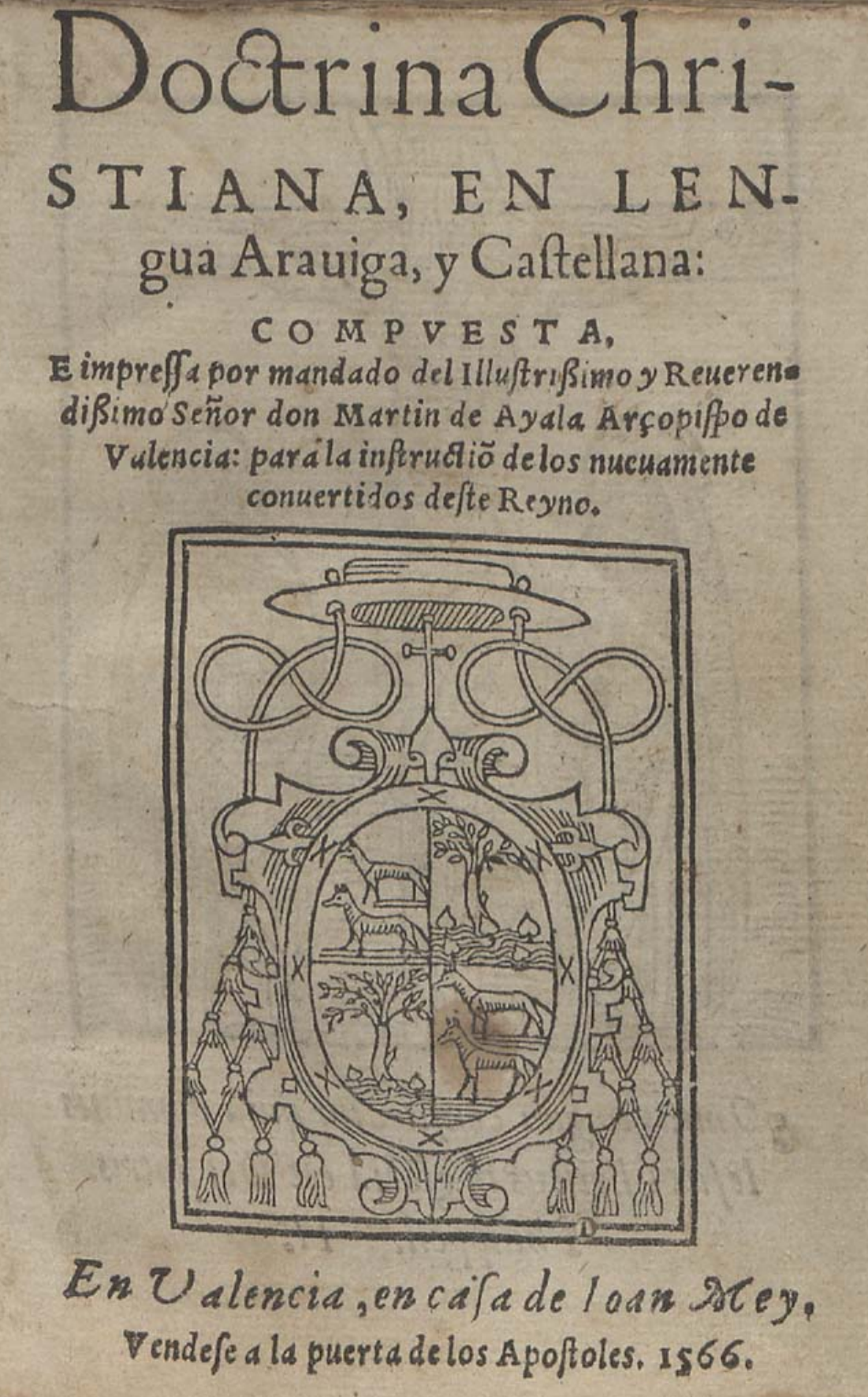
Doctrina cristiana en árabe andalusí por Martín Pérez de Ayala.

A diferencia del reino visigodo de Toledo, durante el cual el latín siguió siendo la lengua dominante, la conquista musulmana trajo una lengua que fue vehículo de subyugación cultural y religiosa. El árabe andalusí entonces se habló en una gran parte de la península ibérica entre los siglos IX y XVII, y alcanzó su máximo número de hablantes (5-7 millones) en los siglos XI y XII, para menguar a partir de entonces bajo la presión de los pujantes reinos cristianos, conservándose su uso entre minorías musulmanas bajo control cristiano hasta la expulsión de éstas a principios del siglo XVII.
Como en otras regiones arabófonas, el dialecto local andalusí se usaba en la comunicación verbal, utilizándose solo el árabe clásico para materias elevadas o textos escritos.
El primer caso conocido de árabe andalusí data de los siglos X y XI, en citas aisladas, primero en textos en prosa y poesías en árabe clásico (moaxaja), y más tarde, a partir del siglo XI, en poemas dialectales con estribillo (zéjel) y conjuntos de refranes dialectales. En 1567, el rey Felipe II publicó un real decreto que obligaba a los moriscos de sus reinos a abandonar el árabe y prohibía su uso oral y escrito en todas las ocasiones; se les dio un plazo de tres años para dejar de usarlo; el uso del árabe se consideró un delito, y el árabe hispánico y clásico empezó a sufrir una mayor diglosia.

Lenguas del Reino de Valencia a principios del siglo. En blanco, las zonas arabófonas.

Sus últimos documentos serían efectos comerciales y una carta escrita a principios del siglo XVII en Valencia. Con la expulsión de los moriscos (1609-1613) importantes contingentes fueron expulsados sobre todo de Aragón y de Valencia, donde habían enraizado con mayor fortuna, por lo que la lengua fue erradicada de la región.

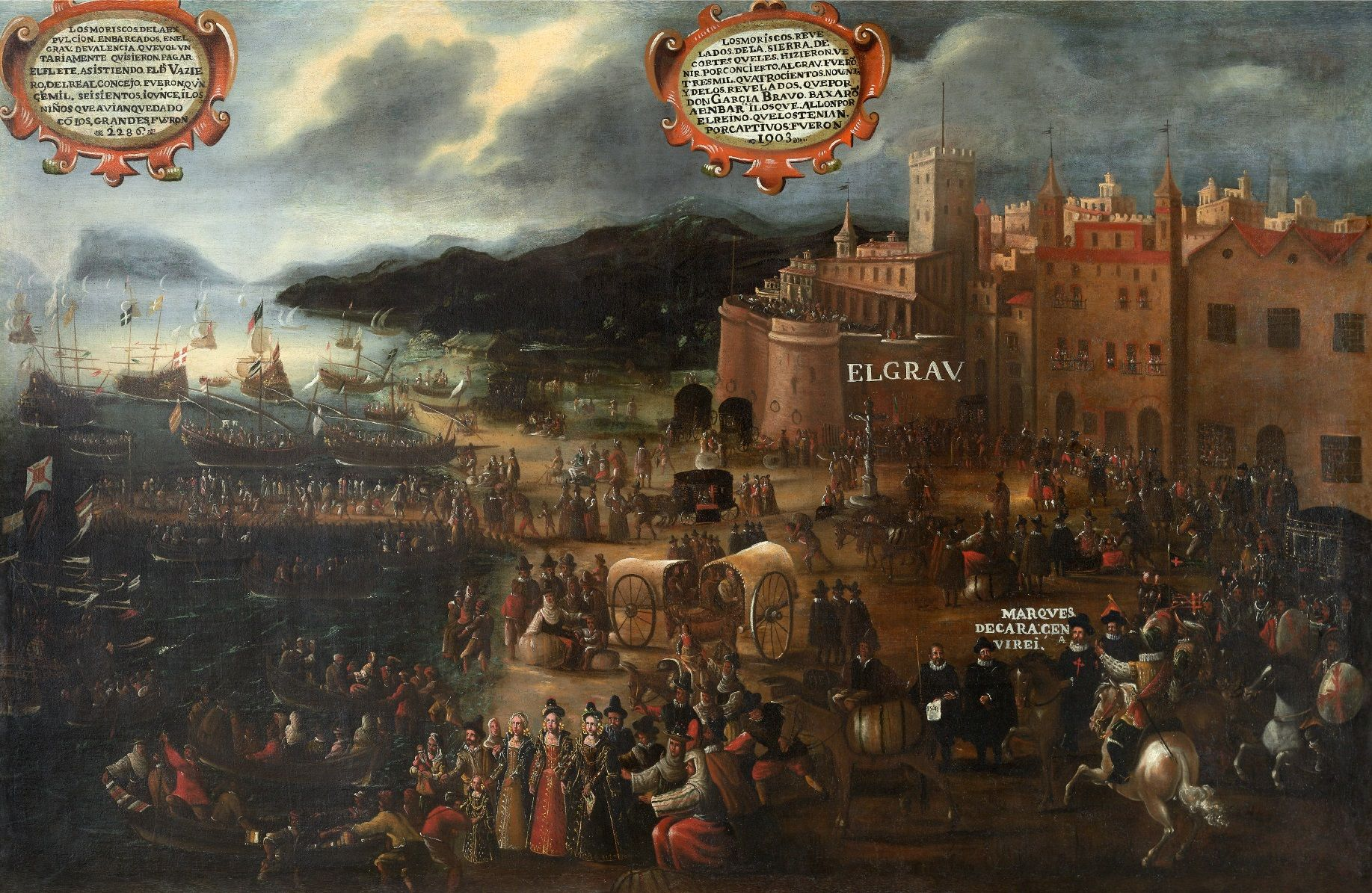
Embarco de moriscos en el puerto de Valencia tras su expulsión de los territorios de la Monarquía Hispánica (1609-1613) durante el reinado de Felipe III de España. Obra de Pedro Oromig (1616).

## Descripción lingüística

### Fonología
Vocales
Los topónimos, los préstamos a las lenguas románicas y otras evidencias prueban que en el árabe andalusí fue frecuente el cierre vocálico o imela por el cual una vocal /ā/ en ciertos contextos se pronuncia como /ī/ o /ē/, algunos ejemplos en el léxico común son:
Árabe clásico al-bannā'  'el constructor' > ár. andalusí al-bannī'  > albañil
Árabe clásico al-ŷulŷulān 'el sésamo' > ár. andalusí al-ŷulŷulīn > ajonjolí
Ár. clás. al-kirā'  'el alquiler' > ár. andalusí al-kirē'  > alquiler
Ár. clás. ya'  vocativo árabe > ár. andalusí ye' . Este vocativo, que se usaba para interpelar o saludar a alguien, curiosamente aún se conserva en uso con notable vitalidad en la Comunidad Valenciana como fórmula de interpelación o saludo.
Igualmente se encuentran confusiones de /i/ en /a/ atribuidas a la ley de Philippi.
En árabe andalusí parece haber existido un alto grado de alargamiento compensatorio asociado a la pérdida de ciertas consonantes o la lenición de consonantes geminadas precedidas por una vocal, así se tiene la evolución de عشّ [ʕʊʃː] ('nido') a > عوش [ʕuːʃ].
También se registra la monoptongación de ciertos diptongos como /aw/ y /aj/ que dieron lugar a /oː/ y /eː/ (fusionándose con otros sonidos que habían sufrido alargamiento compensatorio), aunque Colin conjetura que esos diptongos permanecieron en registros mesolectales influidos por el árabe clásico.
Consonantes
Un punto controvertido es qué sonido tenía el sonido representado mediante el grafema < ق >. Esta letra, en árabe clásico representaba o bien una velar faringalizada sorda [kˤ] o bien una oclusiva uvular sorda [q], sin embargo, en árabe andalusí parece haber dado lugar a una africada postalveolar o una oclusiva velar. Los préstamos del árabe andalusí al español con este grafema, tales como Tarixa (más adelante Tarija; del árabe andalusí طارق, Ṭāriq) o Xemone (del árabe andalusí قسمونة, Qasmūna) son reflejo de esta diferencia fonética, pues dan evidencia que el grafema < ق > con el paso del tiempo terminó evolucionando al sonido AFI: [ʃ], representado en el castellano medieval y en la época temprana del español moderno con la letra «X». Este sonido continuó evolucionando durante el siglo XVII y XVIII hasta convertirse en el fonema AFI: [x], representado por la actual letra «J» desde la reforma ortográfica de la RAE de 1811, en sustitución de la letra «X».
El contacto con las lenguas romances llevó a la introducción de los fonemas /p/, /g/ y posiblemente la africada /tʃ/ que debían aparecer en préstamos léxicos.

### Morfología
Como en el resto del árabe dialectal hay una marcada tendencia analítica, es decir, muchas marcas sintéticas de caso se pierden, prefiriéndose construcciones analíticas. También hay una disminución de alomorfos, por ejemplo en árabe clásico las marcas de género femenino incluyen /-at, -āʔ, -à~-ā/, pero en árabe andalusí solo aparecen derivados de la primera /-a(t)/ donde el elemento /t/ solo aparece ocasionalmente.